# Toksyna błonicza
Toksyna błonicza (toksyna błonicy) – toksyna wytwarzana przez nieinwazyjne pałeczki Corynebacterium diphtheriae, które nabyły zdolność do jej wytwarzania w wyniku infekcji bakteriofagiem B. Została odkryta w 1890 roku przez Emila Adolfa von Behringa.
Toksyna wnika do krwiobiegu i wykazuje powinowactwo do nerek, serca, wątroby i ośrodkowego układu nerwowego. Składa się z fragmentów:
- A – właściwości nekrotyzujące, hemolityczne i letalne. Dzięki temu fragmentowi, tylko jedna cząsteczka toksyny jest zdolna zniszczyć komórkę.
- B – odpowiedzialna za rozprzestrzenianie się toksyny, właściwości hemolityczne i właściwości hialuronidazy (rozpuszcza lepiszcze tkanki).

Konsekwencją działania toksyny jest zaburzenie widzenia, krążenia, duszność oraz porażenie nerwów obwodowych. Szczepy C. diphteriae, które nie produkują toksyny, mogą powodować zapalenie gardła o łagodnym przebiegu.
Leczenie polega na podaniu surowicy antytoksynowej w celu zablokowania toksyny oraz leczeniu uzupełniającym antybiotykami. Bez leczenia surowicą może dojść do szybkiego zgonu.
Toksyna błonicy blokuje czynnik elongacji EF-2, uniemożliwiając komórce syntezę białka.

## Dawka śmiertelna
Toksyna błonicza wykazuje niezwykle silne działanie. Dawka śmiertelna dla ludzi wynosi około 0,1 μg/kg masy ciała. Uwolnienie większej ilości toksyny do ciała powoduje śmiertelną w skutkach martwicę serca i wątroby.